# 英国伦敦圣殿
英国伦敦圣殿是耶稣基督后期圣徒教会第12个开放的圣殿，位于英格兰东南部薩里郡的Newchapel，是英国第一所圣殿。
1955年2月17日，该教会宣布在英国修建圣殿。同年8月27日开始动工，1958年9月7日举行奉献仪式，此前有76,000人入内参观。32年后，伦敦圣殿关闭维修改建，面积和楼层都有所增加。1992年重新奉献。
英国伦敦圣殿顶部有天使莫洛尼像。

## 参考文献

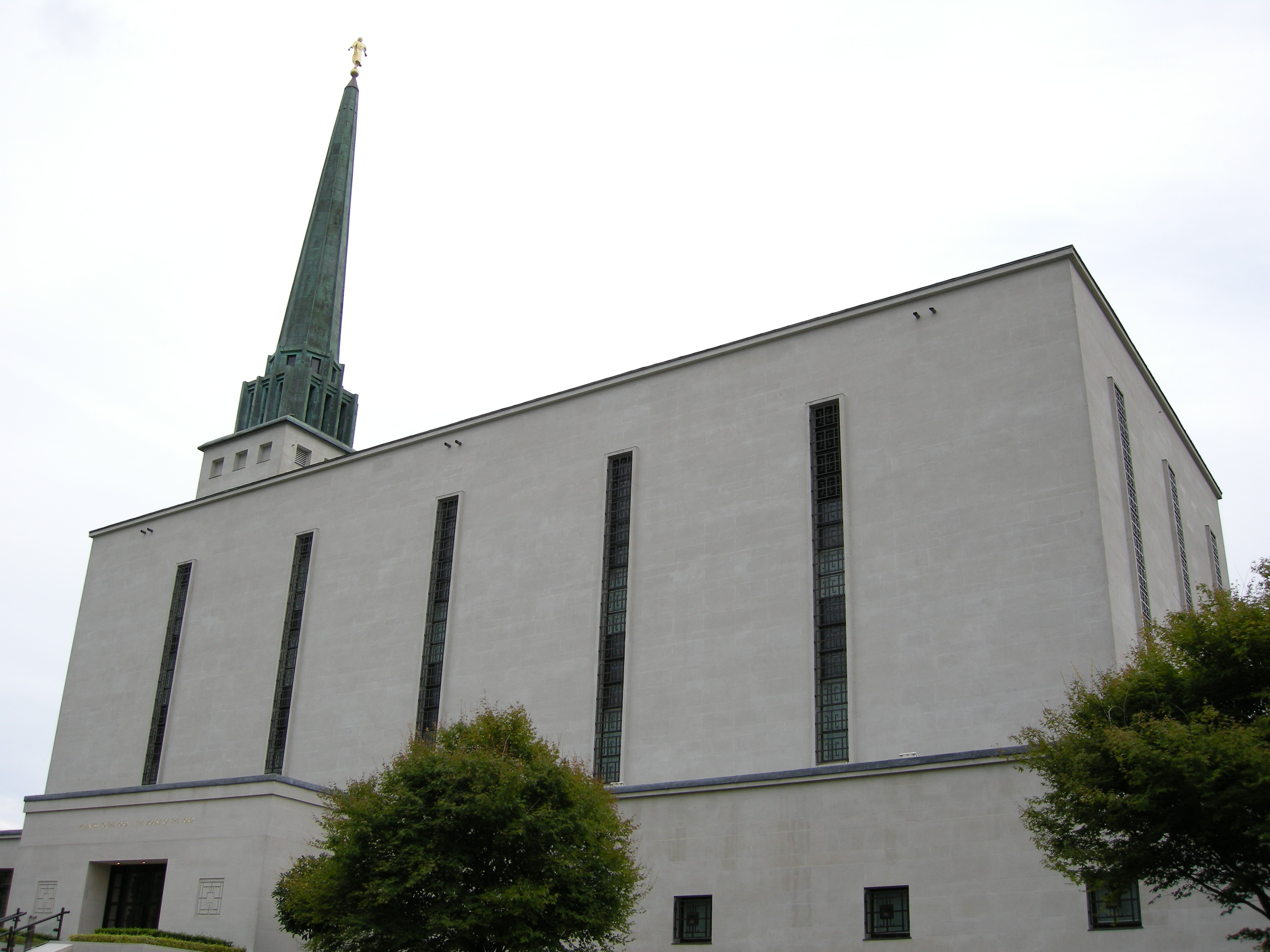
侧面
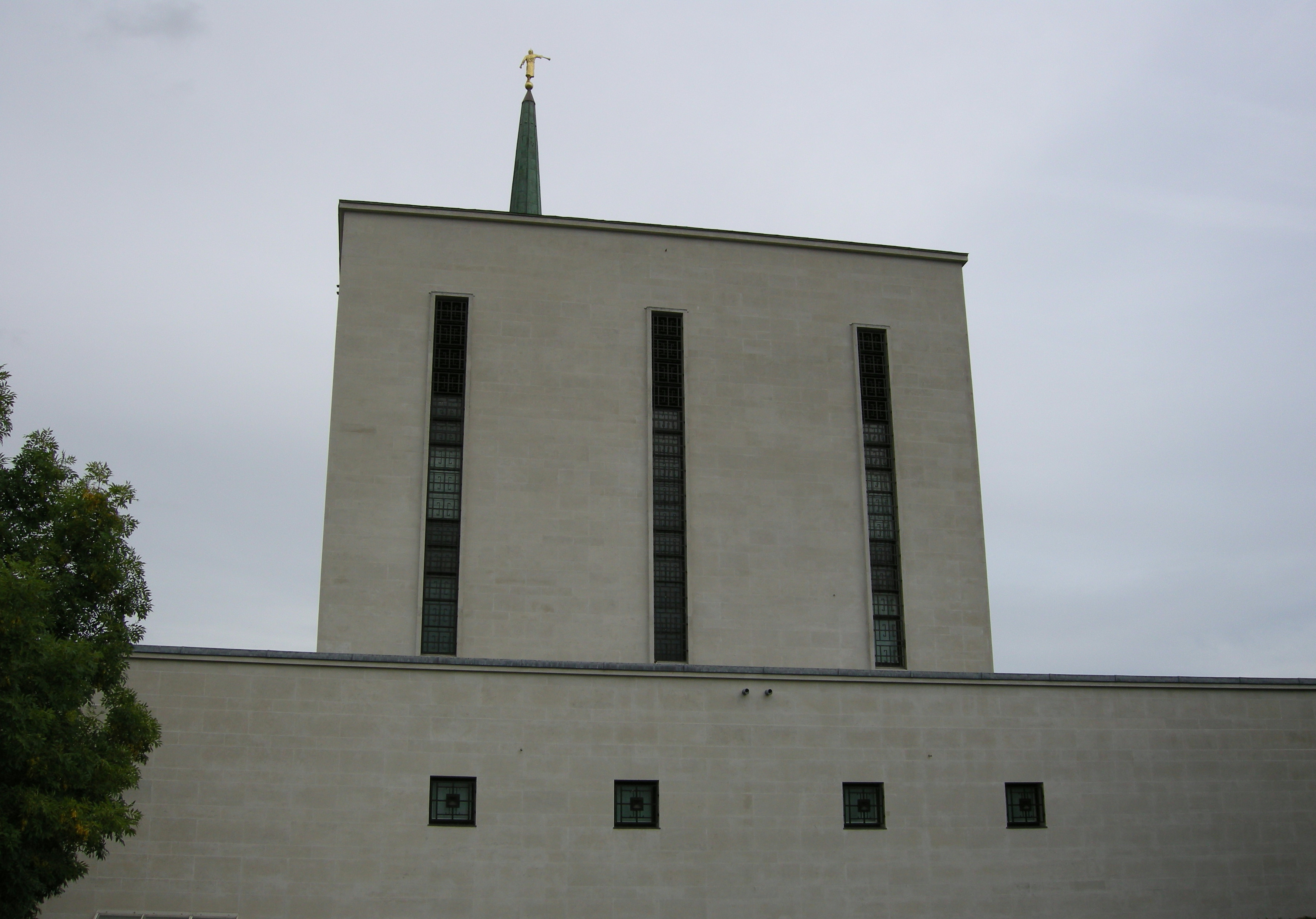
背面
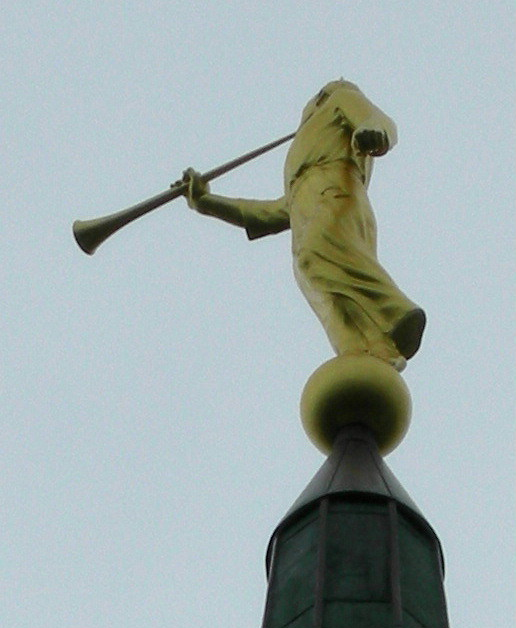
天使莫洛尼像